# Đảo Coronation
Đảo Coronation là đảo lớn nhất trong quần đảo Nam Orkney, dài 25 hải lý (46 km) và rộng 3-8 hải lý (5,6-14,8 km). Hòn đảo trải dài theo hướng đông-tây, bề mặt chủ yếu là băng bao phủ và bao gồm nhiều vịnh, sông băng và những núi, cao nhất lên tới 1.265 mét (4.150 ft).

## Lịch sử
Hòn đảo được phát hiện vào tháng 12 năm 1821, trong chuyến hải trình chung giữa thuyền trưởng Nathaniel Palmer, một thợ săn hải cẩu người Mỹ, và thuyền trưởng George Powell, một thợ săn hải cẩu người Anh. Powell đẵ đặt tên hòn đảo là "Coronation" có nghĩa là đăng quang, nhằm kỷ niệm sự kiện đăng quang của vua George IV của Anh, người đã trở thành vua của Vương quốc Anh vào năm 1820.